# 希索普 (阿拉巴馬州)
希索普（英語：Hissop）是一個位於美國阿拉巴馬州庫薩縣的非建制地區和人口普查指定地區。根據2010年美國人口普查，該地人口為658人。

## 地理
希索普的座標為32°53′32″N 86°09′12″W / 32.89222°N 86.15333°W，而該地最高點為海拔高度242米（即794英尺）。